# Jaime Alberto Cabal
Jaime Alberto Cabal Sanclemente (Buga, s. XX) es un ingeniero industrial, empresario, diplomático, académico y economista colombiano, miembro del Partido Conservador Colombiano.
Cabal se desempeñó como Ministro de Desarrollo Económico de Colombia durante la presidencia de Andrés Pastrana Arango, embajador en Austria y Corea del Sur durante la presidencia de Juan Manuel Santos, y desde 2019 preside la Federación Nacional de Comerciantes (Fenalco).

## Biografía
Jaime Alberto Cabal nació en Buga, Valle del Cauca, en el seno de una familia de terrateniente y hacendados de la élite de su región, adeptos a los postulados del conservatismo.
Estudió Ingeniería Industrial en la Pontificia Universidad Javeriana; posee un posgrado en Alta Dirección en la Universidad de Los Andes y el Inalde Business School de la Universidad de La Sabana, una maestría en Economía de la Universidad Americana de Washington D. C. y especializaciones en emprendimiento, gestión de PYMES y Gerencia de empresas sociales en la Universidad de Georgetown, la Universidad de Carolina del Sur y la Universidad Complutense de Madrid.
Comenzó su carrera en el sector privado, antes de pasar a ser presidente de la Asociación de Pequeñas y Medianas Empresas (Acopi) entre 1994 y 1999, y como tal presidió el Consejo Gremial Nacional entre 1998 y 1999, durante el final del gobierno de Ernesto Samper Pizano y el comienzo del gobierno de Andrés Pastrana Arango.
Abandonó el puesto en Acopi para ocupar el Ministerio de Desarrollo Económico en reemplazo del investigado Fernando Araújo Perdomo. A su paso por el Ministerio, promovió la creación de la ley 550, que modernizó los métodos para salvar empresas en problemas económicos, y la ley Mipyme, que creó un fondo de fomento para las micro, pequeñas y medianas empresas.
Tras dejar su puesto en el Ministerio, en las elecciones legislativas de 2002 lanzó su candidatura al Senado de la República de Colombia por el movimiento Sí Colombia. Sin embargo, no resultó elegido al obtener 37.000 votos.
Posteriormente, se desempeñó en la Asociación Hotelera y Turística de Colombia (Cotelco), posición desde la cual pudo también ejercer otros cargos clave como la presidencia de la Cámara de Turismo de Colombia y de la Federación Latinoamericana de Hoteles y Turismo. En una controversial movida, en 2006 pidió una comisión remunerada del cargo en Cotelco para presentarse como candidato al Senado en las elecciones legislativas de ese año, donde tampoco logró entrar al legislativo al haber obtenido 24.000 votos; regresó al puesto apenas acabó la campaña.
Dejó su puesto en Cotelco en 2011, cuando el presidente Juan Manuel Santos, a quien había apoyado en campaña, lo designó Embajador de Colombia en Corea del Sur. Desde esa posición negoció el Tratado de Libre Comercio entre Corea del Sur y Colombia. En 2014 pasó a la Embajada en Austria, puesto que ocupó hasta 2018.
En junio de 2018 se presentó como candidato a la Secretario General de la Organización Mundial del Turismo (OMT), pero perdió ante el georgiano Zurab Pololikashvili; sin embargo, fue nombrado Secretario General Adjunto de la OMT.
En mayo de 2019 regresó a Colombia, para asumir como presidente de la Federación Nacional de Comerciantes (Fenalco) en reemplazo de Octavio de Jesús Quintero Gómez. Su nombramiento a la cabeza de Fenalco reforzó el dominio de vallecaucanos en la dirigencia gremial del país, así como la continuidad de la tendencia conservadora en la organización. En tal calidad, en 2022 fue designado, de nuevo, como presidente del Consejo Gremial Nacional.

## Familia

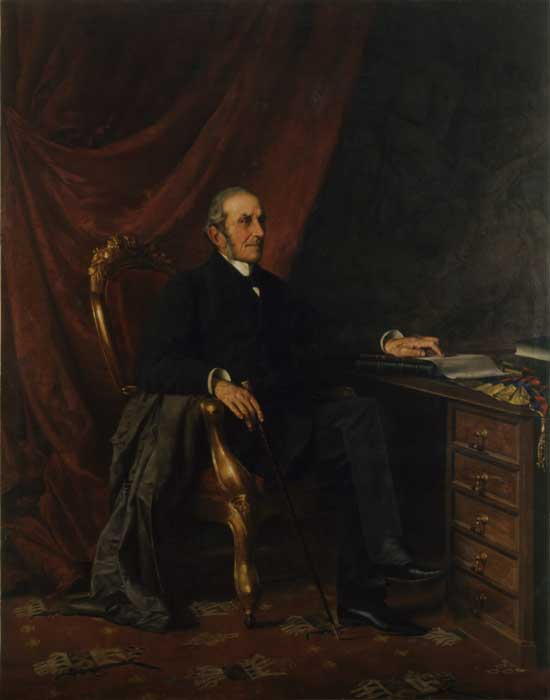
Su tatarabuelo, el expresidente Manuel Antonio Sanclemente.

Jaime Alberto Cabal es miembro de la aristocracia colombiana, siendo sus padres José Hernán Cabal Caicedo y Beatriz Sanclemente Crespo. Sus hermanos son Gustavo Hernán, José Luis y la política María Leonor Cabal Sanclemente (secretaria general de la gobernadora del Valle del Cauca, Dilian Francisca Toro).
Su padre era sobrino tataranieto del prócer de la independencia, José María Cabal Barona, lo que lo emparenta con la congresista uribista y precandidata presidencial María Fernanda Cabal, quien también es descendiente del prócer Cabal, y con el nieto de Cabal, el exministro Alejandro Cabal Pombo, descendiente a su vez de Manuel de Pombo, de quien eran hijos Lino y Zenón de Pombo.
Su madre es nieta de Tulio Sanclemente Domínguez, uno de los hijos del expresidente Manuel Antonio Sanclemente, lo que convierte a Jaime en su tataranieto. Otro de sus tío bisabuelos, Sergio Sanclemente, fue secretario privado de la presidencia. Sobrino del expresidente Sanclemente y por lo tanto primo lejano del padre de Jaime, fue el exministro Manuel María Sanclemente Cabal. Un sobrino tataranieto del expresidente Sanclemente, fue el político Fernando Sanclemente Molina, yerno de Gilberto Alzate Avendaño y padre del exembajador en Uruguay, Fernando Sanclemente Avendaño, de quien es prima la periodista Vanessa de La Torre Sanclemente.